# Skittles (confeitaria)

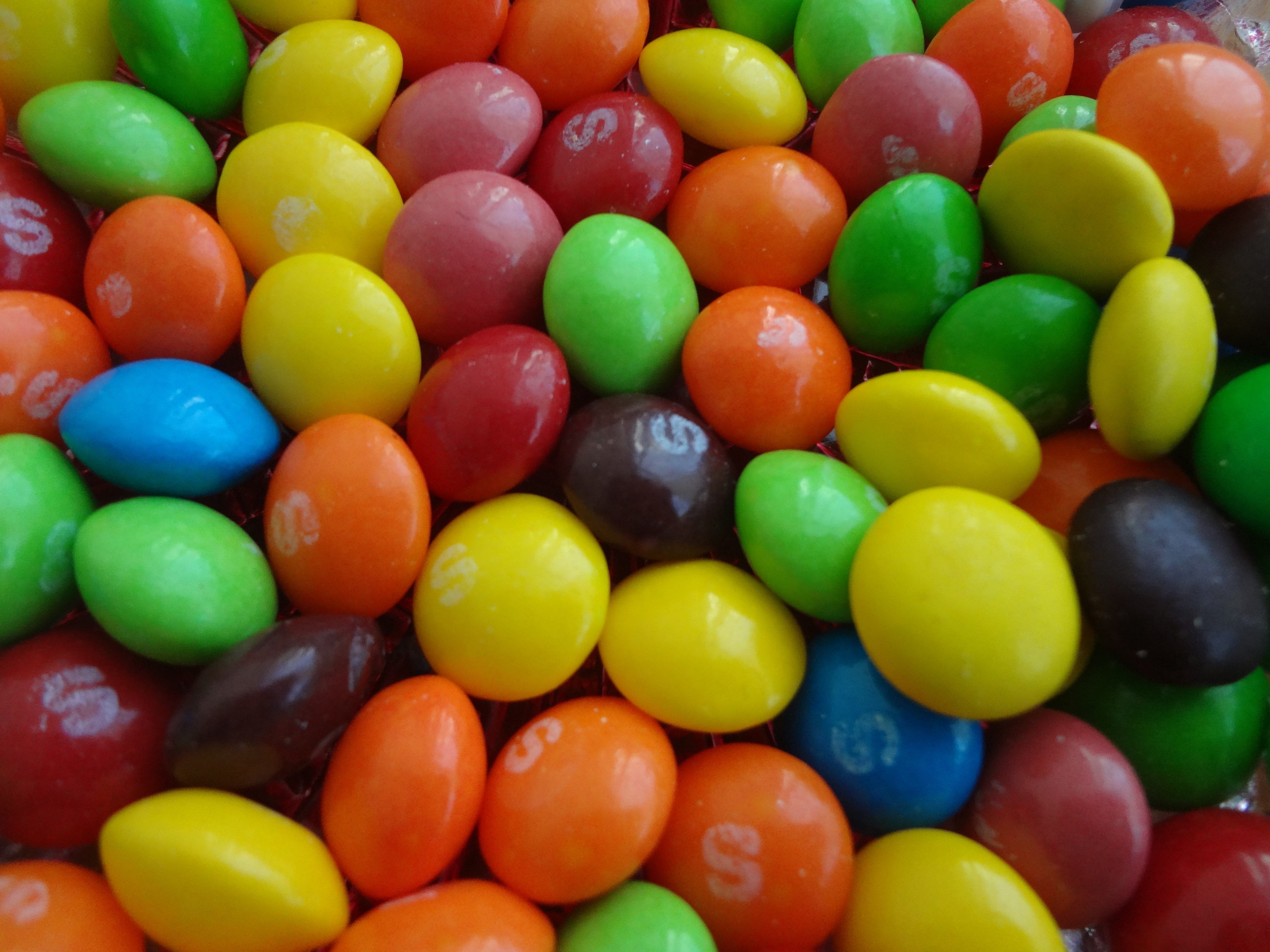

Skittles é uma marca de doces com sabor de frutas, atualmente produzido e comercializado pela Wm. Wrigley Jr. Company, uma divisão da Mars, Inc.. Eles têm cascas duras de açúcar que carregam a letra S. O interior é principalmente de açúcar, xarope de milho e óleo hidrogenado de semente de palma juntamente com sumo de fruta, ácido cítrico aromatizantes artificiais e naturais. A confeitaria tem sido vendida em uma variedade de conjuntos de sabor, tais como tropical e frutos silvestres.